# ۲۰ شوال
۲۰ شوال، بیستمین روز از ماه شوال در تقویم هجری قمری است.
در تقویم هجری قمری قراردادی این روزدویست و هشتاد و ششمین روز سال است.

## درگذشتگان
- ۱۴۲۹ -  اسماعیل اکوع، تاریخ‌نگار و سیاست‌مدار یمنی.